# 독일 자유민주당 (동독)

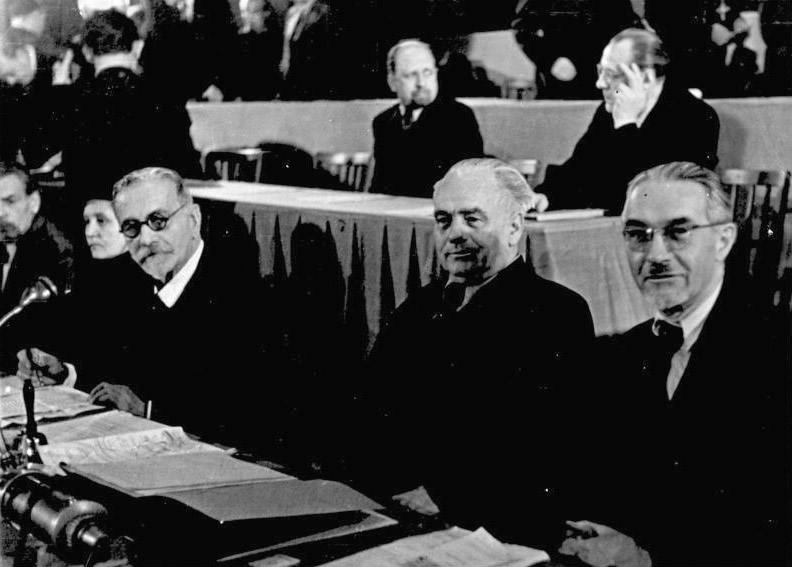
1947년 12월 동독 인민의회에서의 빌헬름 퀄츠(왼쪽)가 빌헬름 피크(통일사회당), 오토 누슈케 (동독 기독교민주연합)와 함께 있는 모습.

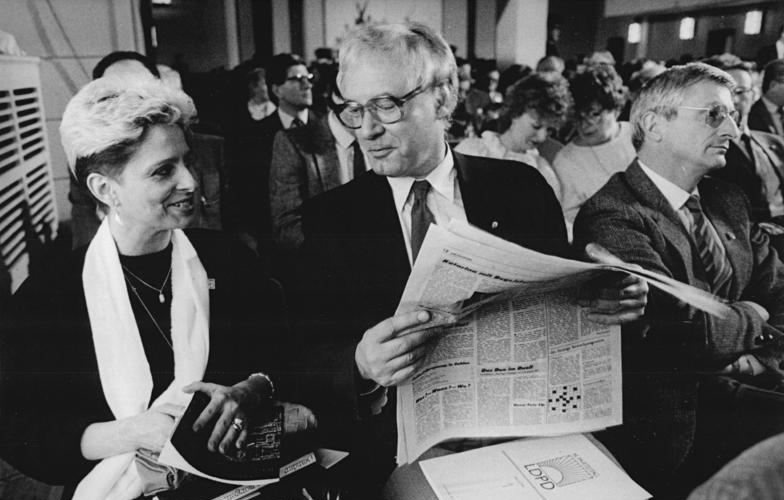
1987년 열린 독일 자유민주당 당 회의. 가수인 다그마르 프레드리히와 샤리테의 교수가 함께 있다.

독일 자유민주당(獨逸 自由民主黨,독일어: Liberal-Demokratische Partei Deutschlands, LDPD)은 동독의 정당이다. 다른 위성정당들과 같이, 동독의 국내 정치 조직인 "국민전선"에 속해 있는 독일 사회주의통일당의 위성정당이었으며, 동독 인민의회에서 52석을 얻었다.
또한, 1990년 동독 최초의 민주적인 선거로 여당이 되어 서독 흡수 통일을 추진하였다. 이후 독일의 재통일이 이루어진 이후에는, 이 정당의 당원들은 대개 고전적 자유주의 중도우파 정당인 자유민주당(Freie Demokratische Partei)에 입당하였으며, 극소수는 자유민주당(Liberale Demokraten)이라는 사회자유주의 정당에 입당하였다.

## 같이 보기
- 자유주의
- 자유민주주의